# Atrax christenseni
Atrax christenseni – gatunek pająka z infrarzędu ptaszników i rodziny Atracidae. Jest endemitem australijskiej Nowej Południowej Walii.

## Taksonomia i ewolucja
|  | Atrax christenseni                                                |
|  |                                                                   |
|  | \| \| Atrax montanus \| \| \| \| \| \| Atrax robustus \| \| \| \| |
|  |                                                                   |
|  | Atrax montanus                                                    |
|  |                                                                   |
|  | Atrax robustus                                                    |
|  |                                                                   |

|  | Atrax montanus |
|  |                |
|  | Atrax robustus |
|  |                |

|  | Atrax christenseni                                                |
|  |                                                                   |
|  | \| \| Atrax montanus \| \| \| \| \| \| Atrax robustus \| \| \| \| |
|  |                                                                   |
|  | Atrax montanus                                                    |
|  |                                                                   |
|  | Atrax robustus                                                    |
|  |                                                                   |

|  | Atrax montanus |
|  |                |
|  | Atrax robustus |
|  |                |

|  | Atrax christenseni                                                |
|  |                                                                   |
|  | \| \| Atrax montanus \| \| \| \| \| \| Atrax robustus \| \| \| \| |
|  |                                                                   |
|  | Atrax montanus                                                    |
|  |                                                                   |
|  | Atrax robustus                                                    |
|  |                                                                   |

|  | Atrax montanus |
|  |                |
|  | Atrax robustus |
|  |                |

|  | Atrax christenseni                                                |
|  |                                                                   |
|  | \| \| Atrax montanus \| \| \| \| \| \| Atrax robustus \| \| \| \| |
|  |                                                                   |
|  | Atrax montanus                                                    |
|  |                                                                   |
|  | Atrax robustus                                                    |
|  |                                                                   |

|  | Atrax montanus |
|  |                |
|  | Atrax robustus |
|  |                |

Gatunek ten opisany został po raz pierwszy w 2025 roku przez Nadine Dupérré i Helen M. Smith w publikacji współautorstwa Stephanie F. Lorii, Svei-Celiny Frank, Braxtona Jonesa, Bruna A. Buzatty i Danila Harmsa na łamach „BMC Ecology and Evolution”. Jako lokalizację typową wskazano rejon Newcastle na terenie australijskiej Nowej Południowej Walii. Epitet gatunkowy nadano na cześć Kane’a Christensena, który odłowił większość materiału typowego, w tym holotyp.
Wcześniej atraksy z okolic Newcastle włączane były do szeroko rozumianego A. robustus, aczkolwiek Michael Roland Gray w rewizji rodzaju Atrax z 2010 roku odnotował, że są one większe i dysponują dłuższymi samczymi narządami kopulacyjnymi. Badania morfologiczne oraz molekularna analiza filogenetyczna przeprowadzone przez Lorię i współpracowników wykazały odrębność gatunkową tej populacji
Według wyników analiz filogenetycznych Lorii i innych z 2025 roku A. christenseni zajmuje pozycję siostrzaną względem kladu obejmującego A. montanus i A. robustus, a linie ewolucyjne tego kladu i omawianego gatunku rozeszły się 17 mln lat temu.

## Morfologia
Samce osiągają od 20,5 do 24 mm długości ciała przy karapaksie długości od 9,7 do 13 mm, samice zaś osiągają od 11,6 do 13,5 mm długości karapaksu, a długość ciała u samicy allotypowej to 29,3 mm. Prosoma jest w zarysie prostokątna, o słabo wyniesionej części głowowej, rozmieszczonych na planie prostokąta oczach par środkowych oraz poprzecznej i lekko zakrzywionej jamce karapaksu. Szczękoczułki pozbawione są rastellum, u holotypowego samca mają po 11 zębów na przedniej i tylnej krawędzi bruzdy i 14 ząbków na jej dnie, u allotypowej samicy 14 zębów na przedniej krawędzi bruzdy, 13 na jej krawędzi tylnej i 16 ząbków na jej dnie. Sternum jest dłuższe niż szersze, zaopatrzone w trzy pary jajowatych sigilla, z których pierwszej są najmniejsze, a ostatniej największe. Kolejność par odnóży od najdłuższej do najkrótszej to I, IV, II, III. U okazów przechowywanych w alkoholu karapaks i odnóża są rudobrązowe, szczękoczułki ciemnorudobrązowe, warga dolna i szczęki pomarańczowobrązowe z czarnymi kuspulami, a sternum pomarańczowe z ciemniejszymi krawędziami. Opistosoma jest w zarysie jajowata, zaopatrzona w cztery kądziołki przędne, u okazów przechowywanych w alkoholu jasnobrązowa do ciemnoszarej.
Nogogłaszczki samca cechują się golenią 3,7 raza dłuższą niż szerszą, zaopatrzoną w cztery szczecinki makroskopowe przednio-boczne. Embolus jest 12 razy dłuższy niż szerszy, najbardziej spośród przedstawicieli rodzaju wydłużony, gładko zakrzywiony, w wierzchołkowej części lekko skręcony, u szczytu zaopatrzony w małą fałdkę i zaostrzony.
Genitalia samicy mają dwie długie, dziewięciokrotnie dłuższe niż szersze, wyraźnie, acz niegwałtownie zakrzywione dowewnętrznie spermateki o dużych, owalnych, niemal stykających się otworach.

## Ekologia i występowanie
Pająk ten jest endemitem australijskiej Nowej Południowej Walii, ograniczonym zasięgiem do promienia 25 km wokół Newcastle. Występuje na pofragmentowanych stanowiskach o charakterze buszu. Konstruowane przez niego lejkowate sieci łowne ukryte są znacznie lepiej niż u A. robustus.
Ze względu na niewielki obszar występowania i niską zmienność genetyczną w obrębie populacji gatunek ten może być zagrożony wymarciem. W szczególności zagrażać może mu utrata siedlisk związana z urbanizacją, ale także przełowienie.